# Малышево (Ярославская область)
Малышево — деревня в Ярославском районе Ярославской области. Входит в состав Туношенского сельского поселения.

## География
Находится в восточной части Ярославской области на расстоянии приблизительно 12 км на юго-восток по прямой от станции Ярославль.

## История
В 1859 году здесь (сельцо Ярославского уезда Ярославской губернии) было учтено 12 дворов, в 1898 — 20.

## Население
Численность населения: 73 человека (1859 год), 9 (русские 100 %) в 2002 году, 8 в 2010.